# Schachid Sagretdinow
Schachid Sagretdinow (auch: Shakhid Zagretdinow, Szachid Zagretdinow, russisch Шахид Кашифович Загретдинов, Tatar: Şəhit Zahretdinov; * 15. November 1958 in Staro-Kadejewo, Tatarische ASSR, Sowjetunion) ist ein ehemaliger sowjetischer Radrennfahrer.
Zwei Jahre nach seiner Geburt kam er nach Olmaliq in Usbekistan und wuchs dort auf. Er studierte Sport in Taschkent.
1971 kam er zum Radsportverein Dynamo Alma-Lik und wurde von Wladimir Majorow trainiert. Bereits 1976 wurde er Junioren-Meister in der Usbekischen Sowjetrepublik. 1978 gehörte er zur sowjetischen Mannschaft für die Straßenweltmeisterschaft auf dem Nürburgring. 1981 gewann Schachid Sagretdinow die Internationale Friedensfahrt, damals das international bedeutendste Amateurradrennen. In jener Saison war er auf zwei Etappen des Coors International Bicycle Classic in den USA erfolgreich.

## Palmarès
| Zusammenfassung |        |                        |                         |
| Jahr            | Erfolg | Erfolg                 | Rennen                  |
| 1978            | Sieger | 2. Etappe              | Luxemburg-Rundfahrt     |
| 1979            | 3.     | 3. Etappe              | Luxemburg-Rundfahrt     |
| 1980            | 2.     | 1., 2. und 6. Etappe   | Friedensfahrt           |
| 1980            | Sieger | 13. Etappe, Teil b     | Friedensfahrt           |
| 1981            | Sieger | 1., 2. und 3. Etappe   | Circuit Cycliste Sarthe |
| 1981            | 3.     | Gesamtwertung          | Circuit Cycliste Sarthe |
| 1981            | Sieger | 3. Etappe              | Luxemburg-Rundfahrt     |
| 1981            | Sieger | 5., 10. und 11. Etappe | Friedensfahrt           |
| 1981            | Sieger | Gesamtwertung          | Friedensfahrt           |
| 1982            | Sieger | 6. und 7. Etappe       | Friedensfahrt           |
| 1982            | 2.     | Gesamtwertung          | Friedensfahrt           |
| 1984            | Sieger | 3. Etappe              | Circuit Cycliste Sarthe |